# Elecciones al Parlamento de Cataluña de 1995
El domingo 19 de noviembre de 1995 tuvieron lugar las quintas elecciones al Parlamento de Cataluña tras la instauración de la democracia en España, y el restablecimiento de la Generalidad de Cataluña en 1977. Fueron convocadas a votar 5.079.981 personas mayores de 18 años y con derecho a voto en Cataluña. Las elecciones sirvieron para escoger a los 135 parlamentarios de la quinta legislatura democrática. Acudieron a votar 3.232.959 personas, unos 400.000 votantes más que en 1992, lo que dio una participación del 63,64 por ciento, la cifra más alta de unas elecciones autonómicas catalanas.
Las elecciones fueron anticipadas cinco meses, ya que debían haberse celebrado el domingo 14 de abril de 1996.
Las elecciones de 1995 supusieron un punto de inflexión en la tendencia política: la alta participación significó que, respecto a las elecciones de 1992, perdieran escaños los dos grandes partidos, Convergència i Unió (10) y el PSC (6), en beneficio del Partido Popular, que ganó 10 escaños, ERC que sumó 2, e Iniciativa per Catalunya que ganó 4 nuevos escaños.
A pesar de su gran pérdida de escaños, el partido más votado volvió a ser, por quinta vez consecutiva, Convergència i Unió que, con 1.320.071 votos (un 40.95 por ciento), obtuvo 60 escaños, pero perdió la mayoría absoluta.
Tras la formación del Parlamento de Cataluña el candidato de Convergència i Unió, Jordi Pujol, tuvo que negociar con el Partido Popular la abstención de sus diputados para poder ser investido por quinta vez consecutiva Presidente de la Generalidad de Cataluña. La investidura se logró con mayoría simple en la segunda votación, ya que en la primera no consiguió la mayoría absoluta de la cámara. El PSC se abstuvo tanto en la primera como en la segunda votación como gesto de buena voluntad hacia CiU. ERC votó en contra en la primera y se abstuvo en la segunda. ICV mantuvo su voto en contra en ambas votaciones.

## Resultados
| ← Elecciones al Parlamento de Cataluña de 1995 → |                                                                    |                     |           |       |         |     |
| Presidente y gobierno | Partido                                                            | Candidato           | Votos     | %     | Escaños | +/- |
| - Presidente: Jordi Pujol - Gobierno: CiU - Censo: 5.079.981 - Votantes: 3.232.959 (63,64%) - Abstención: 1.847.022 (36,36%) - Válidos: 3.223.952 (99,72%) - A candidatura: 3.192.535 (98,75%) - Escaños: 135 | Convergència i Unió (CiU)                                          | Jordi Pujol         | 1.320.071 | 41,35 | 60a     | -10 |
| - Presidente: Jordi Pujol - Gobierno: CiU - Censo: 5.079.981 - Votantes: 3.232.959 (63,64%) - Abstención: 1.847.022 (36,36%) - Válidos: 3.223.952 (99,72%) - A candidatura: 3.192.535 (98,75%) - Escaños: 135 | Partit dels Socialistes de Catalunya (PSC-PSOE)                    | Joaquim Nadal       | 802.252   | 25,13 | 34      | -6  |
| - Presidente: Jordi Pujol - Gobierno: CiU - Censo: 5.079.981 - Votantes: 3.232.959 (63,64%) - Abstención: 1.847.022 (36,36%) - Válidos: 3.223.952 (99,72%) - A candidatura: 3.192.535 (98,75%) - Escaños: 135 | Partit Popular (PP)                                                | Alejo Vidal-Quadras | 421.752   | 13,21 | 17      | +10 |
| - Presidente: Jordi Pujol - Gobierno: CiU - Censo: 5.079.981 - Votantes: 3.232.959 (63,64%) - Abstención: 1.847.022 (36,36%) - Válidos: 3.223.952 (99,72%) - A candidatura: 3.192.535 (98,75%) - Escaños: 135 | Iniciativa per Catalunya-Els Verds (IC)b                           | Rafael Ribó         | 313.092   | 9,81  | 11c     | +4  |
| - Presidente: Jordi Pujol - Gobierno: CiU - Censo: 5.079.981 - Votantes: 3.232.959 (63,64%) - Abstención: 1.847.022 (36,36%) - Válidos: 3.223.952 (99,72%) - A candidatura: 3.192.535 (98,75%) - Escaños: 135 | Esquerra Republicana de Catalunya (ERC)                            | Àngel Colom         | 305.867   | 9,58  | 13      | +2  |
| - Presidente: Jordi Pujol - Gobierno: CiU - Censo: 5.079.981 - Votantes: 3.232.959 (63,64%) - Abstención: 1.847.022 (36,36%) - Válidos: 3.223.952 (99,72%) - A candidatura: 3.192.535 (98,75%) - Escaños: 135 | Alternativa Ecologista de Catalunya (Els Verds Europeus) (AEC-EVE) | Josep Lluís Freijó  | 24.033    | 0,92  | 0       |     |
| - Presidente: Jordi Pujol - Gobierno: CiU - Censo: 5.079.981 - Votantes: 3.232.959 (63,64%) - Abstención: 1.847.022 (36,36%) - Válidos: 3.223.952 (99,72%) - A candidatura: 3.192.535 (98,75%) - Escaños: 135 | Partit Ecologista de Catalunya (PEC-Verdes)                        |                     | 5.639     | 0,18  | 0       |     |
| - Presidente: Jordi Pujol - Gobierno: CiU - Censo: 5.079.981 - Votantes: 3.232.959 (63,64%) - Abstención: 1.847.022 (36,36%) - Válidos: 3.223.952 (99,72%) - A candidatura: 3.192.535 (98,75%) - Escaños: 135 | Partit Obrer Revolucionari (POR)                                   |                     | 3.886     | 0,12  | 0       |     |
| - Presidente: Jordi Pujol - Gobierno: CiU - Censo: 5.079.981 - Votantes: 3.232.959 (63,64%) - Abstención: 1.847.022 (36,36%) - Válidos: 3.223.952 (99,72%) - A candidatura: 3.192.535 (98,75%) - Escaños: 135 | Plataforma Independent Ciutadana de Catalunya-PIE (PICC-PIE)       |                     | 1.580     | 0,05  | 0       |     |
| - Presidente: Jordi Pujol - Gobierno: CiU - Censo: 5.079.981 - Votantes: 3.232.959 (63,64%) - Abstención: 1.847.022 (36,36%) - Válidos: 3.223.952 (99,72%) - A candidatura: 3.192.535 (98,75%) - Escaños: 135 | Coalició Plataforma Cívica-Nou Partit Socialista (PC-NPS)          |                     | 869       | 0,03  | 0       |     |
| - Presidente: Jordi Pujol - Gobierno: CiU - Censo: 5.079.981 - Votantes: 3.232.959 (63,64%) - Abstención: 1.847.022 (36,36%) - Válidos: 3.223.952 (99,72%) - A candidatura: 3.192.535 (98,75%) - Escaños: 135 | Falange Española de las JONS (FE JONS)                             |                     | 327       | 0,01  | 0       |     |
| - Presidente: Jordi Pujol - Gobierno: CiU - Censo: 5.079.981 - Votantes: 3.232.959 (63,64%) - Abstención: 1.847.022 (36,36%) - Válidos: 3.223.952 (99,72%) - A candidatura: 3.192.535 (98,75%) - Escaños: 135 | Partido de los Trabajadores Autónomos de España (PAE)              |                     | 194       | 0,01  | 0       |     |
| - Presidente: Jordi Pujol - Gobierno: CiU - Censo: 5.079.981 - Votantes: 3.232.959 (63,64%) - Abstención: 1.847.022 (36,36%) - Válidos: 3.223.952 (99,72%) - A candidatura: 3.192.535 (98,75%) - Escaños: 135 | Partido Democrático del Pueblo (PDEP)                              |                     | 134       | 0,00  | 0       |     |
| - Presidente: Jordi Pujol - Gobierno: CiU - Censo: 5.079.981 - Votantes: 3.232.959 (63,64%) - Abstención: 1.847.022 (36,36%) - Válidos: 3.223.952 (99,72%) - A candidatura: 3.192.535 (98,75%) - Escaños: 135 | En blanco                                                          |                     | 31.417    | 0,97  | N/A     | N/A |
| - Presidente: Jordi Pujol - Gobierno: CiU - Censo: 5.079.981 - Votantes: 3.232.959 (63,64%) - Abstención: 1.847.022 (36,36%) - Válidos: 3.223.952 (99,72%) - A candidatura: 3.192.535 (98,75%) - Escaños: 135 | Nulos                                                              |                     | 9.007     | 0,28  | N/A     | N/A |

a De ellos 46 de CDC y 14 de UDC.

b Con el apoyo de Candidatura d'Unitat Popular (CUP).

c De ellos 9 del PSUC, 1 del PCC y 1 de Els Verds.

## Elección e investidura de los nuevos cargos

### Investidura del Presidente de la Generalidad
| Candidato         | Fecha                                                        | Voto       |    |    |    |    |    | Total  |
| ----------------- | ------------------------------------------------------------ | ---------- | -- | -- | -- | -- | -- | ------ |
| Jordi Pujol (CiU) | 14 de diciembre de 1995 Mayoría requerida: Absoluta (68/135) | Sí         | 60 |    |    |    |    | 60/135 |
| Jordi Pujol (CiU) | 14 de diciembre de 1995 Mayoría requerida: Absoluta (68/135) | No         |    |    |    | 13 | 11 | 24/135 |
| Jordi Pujol (CiU) | 14 de diciembre de 1995 Mayoría requerida: Absoluta (68/135) | Abstención |    | 31 | 17 |    |    | 48/135 |
| Jordi Pujol (CiU) | 14 de diciembre de 1995 Mayoría requerida: Absoluta (68/135) | Ausentes   |    | 3  |    |    |    | 3/135  |
| Jordi Pujol (CiU) | 16 de diciembre de 1995 Mayoría requerida: Simple            | Sí         | 60 |    |    |    |    | 60/135 |
| Jordi Pujol (CiU) | 16 de diciembre de 1995 Mayoría requerida: Simple            | No         |    |    |    |    | 11 | 11/135 |
| Jordi Pujol (CiU) | 16 de diciembre de 1995 Mayoría requerida: Simple            | Abstención |    | 33 | 17 | 13 |    | 63/135 |
| Jordi Pujol (CiU) | 16 de diciembre de 1995 Mayoría requerida: Simple            | Ausentes   |    | 1  |    |    |    | 1/135  |